# 雲仙市立土黒小学校
雲仙市立土黒小学校（うんぜんしりつ ひじくろしょうがっこう）は、長崎県雲仙市国見町土黒乙にある公立小学校。

## 概要
歴史
1872年（明治5年）に土黒村川原田名に創立された「磧田小学校」を前身とする。2012年（平成24年）に創立140周年を迎えた。
学校教育目標
「心豊かでたくましくかがやく子どもの育成」
校章
中央に「小」の文字を置いている。
校歌
1921年（大正10年）に制定。作詞は伊藤磬根、作曲は原格太郎（長崎師範学校教諭）による。歌詞は4番まであり、歌詞中に校名は登場しない。
校区
雲仙市国見地区（旧・国見町）の「北下原東、北下原西、南下原、尾茂、今出、川原田、篠原、宮田」。中学校区は雲仙市立国見中学校。

## 沿革
- 1872年（明治5年）
  - 8月 - 学制が頒布される。
  - 12月 - 高来郡土黒村川原田名[1]に「磧田小学校」が創立される。植木直貴が教授にあたる。
- 1874年（明治7年）6月1日 - 「第五大学区 第三中学区[2] 土黒小学校」として長崎県に設置認可される[3]。
- 1876年（明治9年）11月 - 川原田名[1]字園乙60番地に校舎を新築し移転を完了。主席教員は大竹猪久馬。
- 1877年（明治10年）6月4日 - 学区改定により、「第五大学区 第二中学区[4]土黒小学校」に改称。
- 1878年（明治11年）
  - 4月 - 郡制の施行により南高来郡の管轄となる。
  - 12月24日 - 学区が改正され、「南高来郡島原部[5]土黒小学校」となる。
- 1879年（明治12年）8月 - 暴風雨により校舎が倒壊。同年9月から字鏡の民家で授業を開始。
- 1880年（明治13年）- 教育令の施行により、「土黒部 公立土黒小学校」に改称。
- 1882年（明治15年）- 教育令の改正により、中等科を設置の上「土黒部 公立中等土黒小学校」に改称。
- 1883年（明治16年）3月 - 篠原札の元の民家を購入し校舎とする。
- 1886年（明治19年）9月 - 小学校令の施行により、「尋常土黒小学校」に改称（修業年限4年）。
- 1889年（明治22年）4月1日 - 町村制の施行により、土黒村立の小学校となる。
- 1891年（明治24年）9月 - 川原田名字宮園（現在地）に木造2階建て校舎1棟が完成。
- 1893年（明治26年）4月1日 - 小学校令の改正により、「土黒尋常小学校」に改称。
- 1908年（明治41年）4月1日 - 小学校令の改正により、義務教育年限（尋常科の修業年限）が4年から6年に延長されたため、尋常科5年を新設。
- 1909年（明治42年）4月1日 - 尋常科6年を新設。
- 1910年（明治43年）
  - 2月22日 - 第二・三校舎が完成。
  - 3月3日 - 第一校舎が完成。
  - 4月1日 - 高等科を併置し「土黒尋常高等小学校」に改称（尋常科6年・高等科2年）。
  - 9月 - 伊藤百田に初代学校医を委託。
- 1917年（大正6年）5月 - 土黒村農業補習学校（修業年限2年）が併設される。尋常科修了後に高等科へ進学しない児童を対象とする。
- 1921年（大正10年）- 校歌を制定。
- 1929年（昭和4年）3月 - 第一校舎を移築し、運動場を拡張。スレート瓦葺き1棟6教室が完成。
- 1934年（昭和9年）5月 - 正門門柱を設置。
- 1935年（昭和10年）- 青年学校令の施行により、併設の土黒村農業補習学校が「土黒村青年学校」となる。
- 1941年（昭和16年）4月1日 - 国民学校令の施行により、「土黒村土黒国民学校」に改称。尋常科を初等科に改める（初等科6年・高等科2年）。
- 1947年（昭和22年）4月1日 - 学制改革（六・三制の実施）が行われる。
  - 土黒国民学校の初等科が改組され「土黒村立土黒小学校」となる。
  - 土黒国民学校の高等科および青年学校の普通科が改組され、新制中学校「土黒村立土黒中学校[6]」が発足（修業年限は3年で、義務教育となる）。
    - 中学校校舎が完成するまでの間、中学校が小学校校舎に併設される。
- 1948年（昭和23年）
  - 4月 - 育友会が発足。
  - 10月 - 中学校校舎が完成。
- 1952年（昭和27年）10月 - 校舎2棟に各2教室を増築。
- 1954年（昭和29年）2月 - 育友会により校庭に植樹が行われる。
- 1955年（昭和30年）3月 - 旧校舎を解体し、運動場を拡張。
- 1956年（昭和31年）
  - 9月1日 - 土黒村と多以良村が合併し、国見町が発足。これにより「国見町立土黒小学校」に改称。
  - 11月 - 中学校特別教室（講堂）が完成。
- 1957年（昭和32年）9月 - 小。中学校植林地を設定。
- 1959年（昭和34年）11月 - 学校給食を開始。
- 1960年（昭和35年）9月 - 運動場に遊具を設置。
- 1965年（昭和40年）
  - 5月 - 旧土黒中学校の特別教室（講堂）が移管される。
  - 11月 - 校門表札を設置。書は島田重久による。
- 1966年（昭和41年）5月 - 制服を制定。
- 1968年（昭和43年）9月 - 校旗を制定。
- 1972年（昭和47年）3月 - 創立100周年記念式典を挙行。グランドピアノが寄贈される。
- 1973年（昭和48年）
  - 3月27日 - 鉄筋コンクリート造3階建ての校舎が完成。
  - 7月 - 開校100周年記念碑を建立。
  - 8月 - 校門を移転。
  - 9月 - 国旗掲揚台を設置。
- 1975年（昭和50年）
  - 1月 - 水生植物池が完成。
  - 4月 - 給食室を閉鎖し、自校調理方式から給食センター調理方式に変更となる。
  - 8月 - プールが完成。自転車置き場を設置。
- 1976年（昭和51年）
  - 3月 - 正門門柱を設置。旧校門を裏門とする。
  - 9月 - 台風17号により、校舎に被害を受ける。
- 1978年（昭和53年）
  - 7月 - 木造校舎2棟を解体。
  - 9月 - 新校舎（第二期工事、特別教室）が完成。
  - 11月 - 講堂を解体。
- 1979年（昭和54年）8月 - 体育館が完成。
- 2005年（平成17年）10月11日 - 雲仙市の発足により、「雲仙市立土黒小学校」（現校名）に改称。

## 交通アクセス
最寄りの鉄道駅
- 島原鉄道線「多比良駅」から1.4km（かなり離れている）

その他
- 周囲を田畑に囲まれており、周辺には広域農道が走っている（路線バスは運行されていない）。

## 周辺
- 八幡宮
- 雲仙市立土黒保育所
- 雲仙市立国見中学校

## 著名な出身者
- 徳永悠平（サッカー選手、FC東京）